# 前1260年代
| 千纪： | 前2千纪 |
| 世纪： | 前14世纪 \| 前13世纪 \| 前12世纪                                                                                     |
| 年代： | 前1290年代 \| 前1280年代 \| 前1270年代 \| 前1260年代 \| 前1250年代 \| 前1240年代 \| 前1230年代                       |
| 年份： | 前1269年 \| 前1268年 \| 前1267年 \| 前1266年 \| 前1265年 \| 前1264年 \| 前1263年 \| 前1262年 \| 前1261年 \| 前1260年 |

## 重要事件及趋势
- 约前1263年，拉美西斯二世与赫梯人达成和平协议（一说公元前1259年）。
- 约前1263年，圣经《出埃及记》以色列人在摩西的领导下离开埃及。
- 赫拉克勒斯在希腊底比斯的诞生。
- 根据夏商周断代工程，大约盘庚、小辛时代

## 重要人物
- 拉美西斯二世，古埃及第十九王朝法老
- 乌尔希泰舒普、哈图西里三世，赫梯国王
- 阿达德尼拉里一世、萨尔玛那萨尔一世，亚述国王
- 卡达什曼·图古尔、卡达什曼·恩利尔二世，巴比伦第三王朝国王
- 埃勾斯，雅典国王
- 盘庚、小辛，商朝国王